# Uğur Yücel
Uğur Yücel (Estambul, 26 de mayo de 1957) es un actor y cineasta turco.

## Carrera
Yücel se graduó en el Departamento de Teatro del Conservatorio Municipal de Estambul (İstanbul Belediye Konservatuarı Tiyatro Bölümü). Entre 1975 y 1984 participó en varias obras de teatro en reconocidos teatros de Estambul como el Kenter, el Tef Kabare, el Dormen y el Şan Müzikholü. Se destacó por sus papeles en Selamsız Bandosu (1987), El señor Muhsin (1987) y Eşkıya (1996).
En el año 2004 dirigió, produjo y escribió el largometraje Yazı Tura, protagonizado por los destacados actores Kenan İmirzalıoğlu y Olgun Şimşek. La cinta fue un éxito comercial y le valió a su director una gran cantidad de premios y reconocimientos en importantes eventos como el Festival Internacional de Cine de Antalya, el Festival Internacional de Cine de Ankara y el Festival Internacional de Cine de Estambul, entre otros.

## Filmografía

### Como actor
| Año  | Título               |
| ---- | -------------------- |
| 1984 | Fahriye Abla         |
| 1985 | Aşık Oldum           |
| 1986 | Teyzem               |
| 1986 | Milyarder            |
| 1987 | Selamsız Bandosu     |
| 1987 | Muhsin Bey           |
| 1988 | Arabesk              |
| 1994 | Aziz Ahmet           |
| 1996 | Eşkıya               |
| 2000 | Balalayka            |
| 2001 | Karanlıkta Koşanlar  |
| 2003 | Alacakaranlık        |
| 2005 | Hırsız Polis         |
| 2008 | New York, I Love You |
| 2008 | Canım Ailem          |
| 2009 | Soul Kitchen         |
| 2010 | Ejder Kapanı         |
| 2012 | Aşk ve Ceza          |
| 2013 | Benim Dünyam         |
| 2013 | Aramızda Kalsın      |
| 2014 | Soğuk                |
| 2015 | Yaktın Beni          |
| 2015 | Kötü Kedi Şerafettin |
| 2016 | Familya              |
| 2017 | İçerde               |
| 2018 | Nefes Nefese         |
| 2018 | Muhteşem İkili       |
| 2019 | Yüzleşme             |
| 2019 | Cinayet Süsü         |
| 2020 | Kırmızı Oda          |
| 2022 | Rheingold            |

### Como director
| Año  | Título              |
| ---- | ------------------- |
| 1999 | İkinci Bahar        |
| 2001 | Karanlıkta Koşanlar |
| 2003 | Yazı Tura           |
| 2006 | Hayatımın Kadınısın |
| 2010 | Ejder Kapanı        |
| 2013 | Benim Dünyam        |
| 2014 | Soğuk               |

### Como productor
| Año  | Título        |
| ---- | ------------- |
| 2003 | Alacakaranlık |
| 2003 | Yazı Tura     |

### Como guionista
| Año  | Título              |
| ---- | ------------------- |
| 1994 | Aziz Ahmet          |
| 2001 | Karanlıkta Koşanlar |
| 2003 | Yazı Tura           |
| 2006 | Hayatımın Kadınısın |
| 2014 | Soğuk               |

## Premios y reconocimientos
- 1987 – Festival Internacional de Cine de Antalya, Muhsin Bey, Mejor actor
- 2004 – Festival Internacional de Cine de Antalya, Yazı Tura, Mejor película
- 2004 – Festival Internacional de Cine de Antalya, Yazı Tura, Mejor guion adaptado
- 2004 – Festival Internacional de Cine de Antalya, Yazı Tura, Mejor director
- 2005 – Festival Internacional de Cine de Ankara, Yazı Tura, Premio Especial Mahmut Tali Öngören
- 2005 – Festival Internacional de Cine de Almanya, Yazı Tura, Mejor película
- 2005 – Festival Internacional de Cine de Estambul, Yazı Tura, Mejor director
- 2005 – Festival Internacional de Cine de Estambul, Yazı Tura, Premio del público